# Arneke
Arneke (Frans-Vlaams: Arnyke; Frans: Arnèke) is een gemeente in de Franse Westhoek, in het Franse Noorderdepartement (Frans: département du Nord). De gemeente ligt in Frans-Vlaanderen in de streek het Houtland. Zij grenst aan de gemeenten Zegerskapel en Bollezele in het Noordwesten, Ledringem in het Noordoosten, Rubroek in het Westen, Zermezele in het Oosten, Ochtezele in het Zuidwesten en Wemaarskapel in het Zuidoosten. De gemeente telde op 1 januari 2022 1.557 inwoners. In het oosten van de gemeente ligt het gehuchtje Le Cygne.

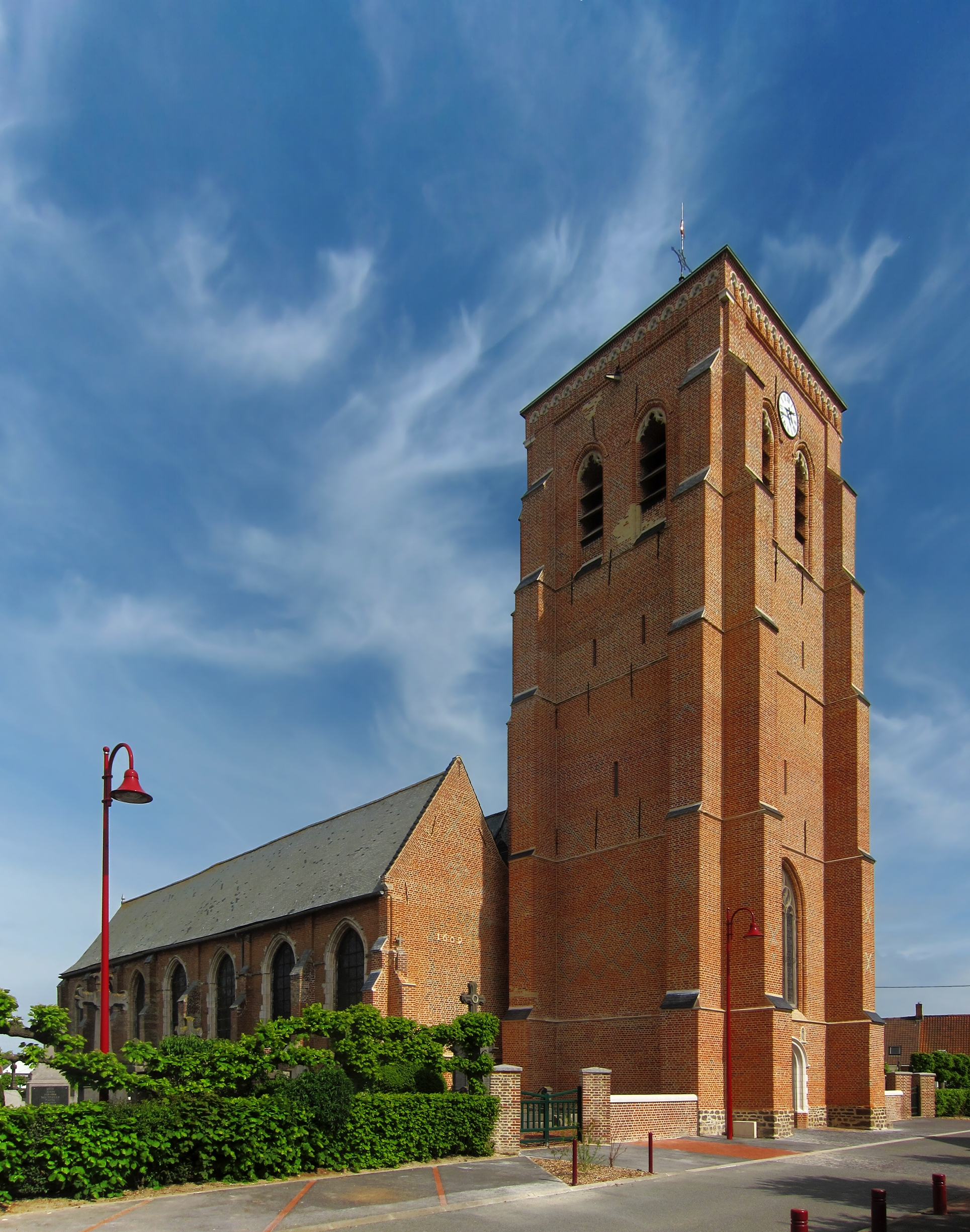
De Sint-Maartenskerk

## Geografie
Arneke ligt in het Houtland op een hoogte van 14-50 meter, en de dorpskern ligt op 25 meter hoogte. De Pene stroomt langs Arneke in noordelijke richting. Nabijgelegen kernen zijn Ledringem, Zermezele, Wemaarskappel, Ochtezele, Rubroek en Bollezele.
De gemeente heeft een station (Station Arnèke) waar de treinen van het openbaar vervoersnetwerk TER Nord-Pas-de-Calais stoppen die op de lijn Atrecht-Duinkerke rijden.

## Etymologie
De naam van de plaats is afgeleid van Rentiacus of Rantiacum (hof van Rantius).
Oude vermeldingen van de naam zijn:
- 1201 : Erdenka
- 1208 : Arneka
- 1245 : Renteka (cartularium van de Abdij van Waten).

## Geografie
De oppervlakte van Arneke bedroeg op 1 januari 2022 13,41 vierkante kilometer; de bevolkingsdichtheid was toen 116,1 inwoners per km².

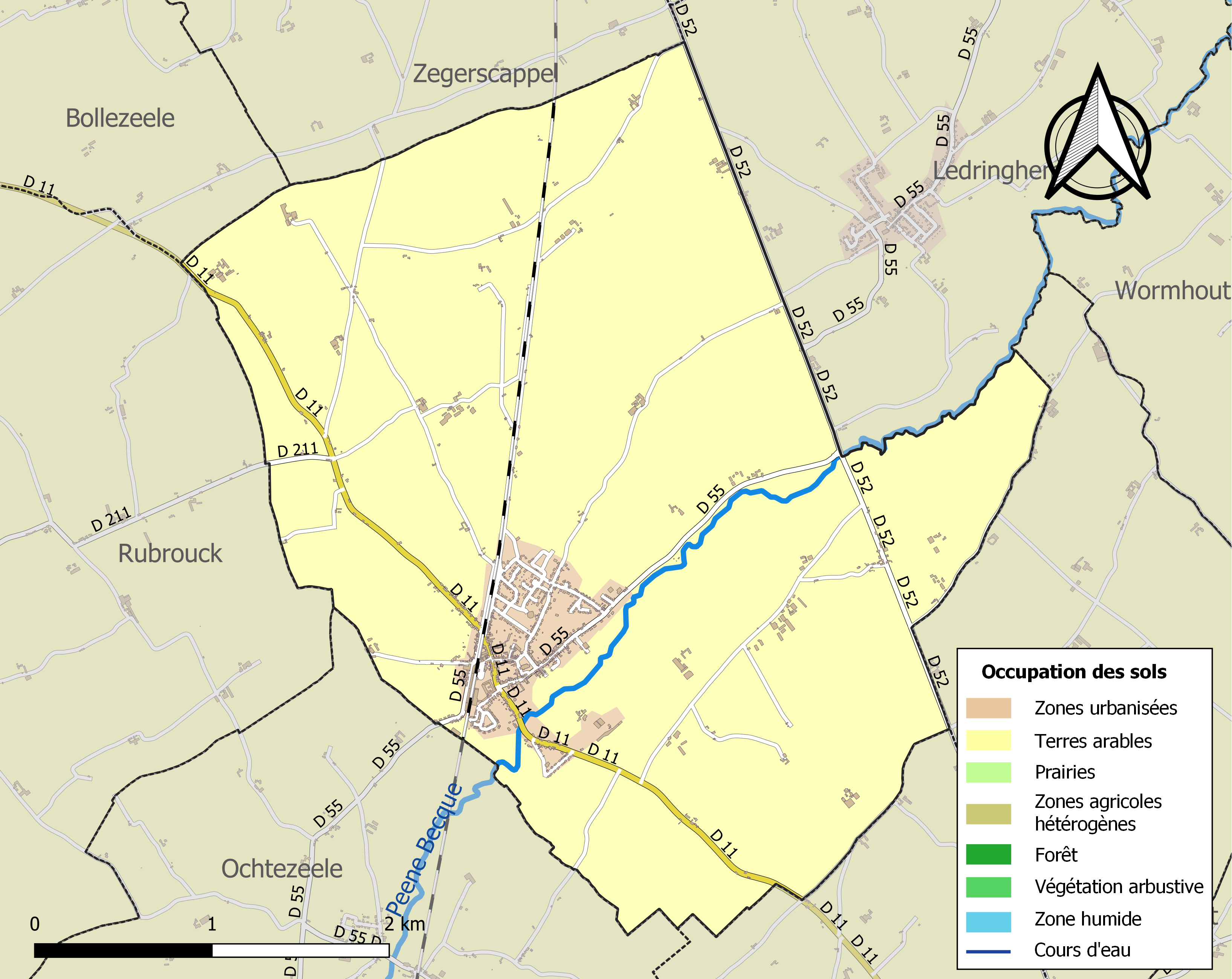
Kaart van de gemeente met belangrijkste infrastructuur, bodemgebruik en omliggende gemeenten

## Demografie
Onderstaande figuur toont het verloop van het inwonertal (bron: INSEE-tellingen).

## Bezienswaardigheden
- De Sint-Maartenskerk (Église Saint-Martin) (16e eeuw)
- Op het gemeentelijk kerkhof van Arneke bevinden zich 49 Franse en 2 Britse oorlogsgraven uit de Eerste Wereldoorlog.
- Arneke British Cemetery, een Britse militaire begraafplaats uit de Eerste Wereldoorlog. Onder de meer dan 500 gesneuvelden bevinden zich naast de Britse ook meer dan 100 Franse graven.
- Middeleeuwse motte

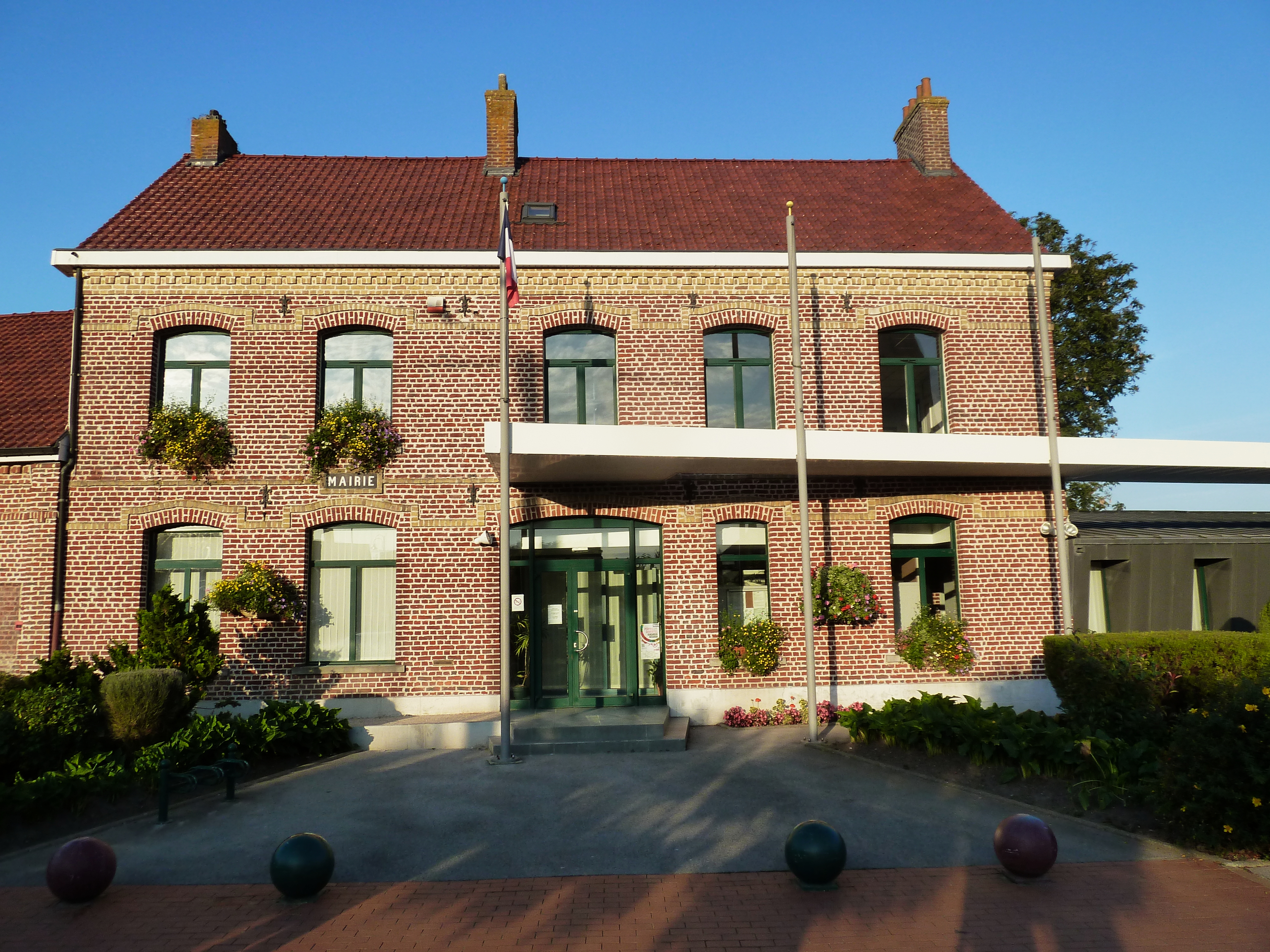
Gemeentehuis van Arneke
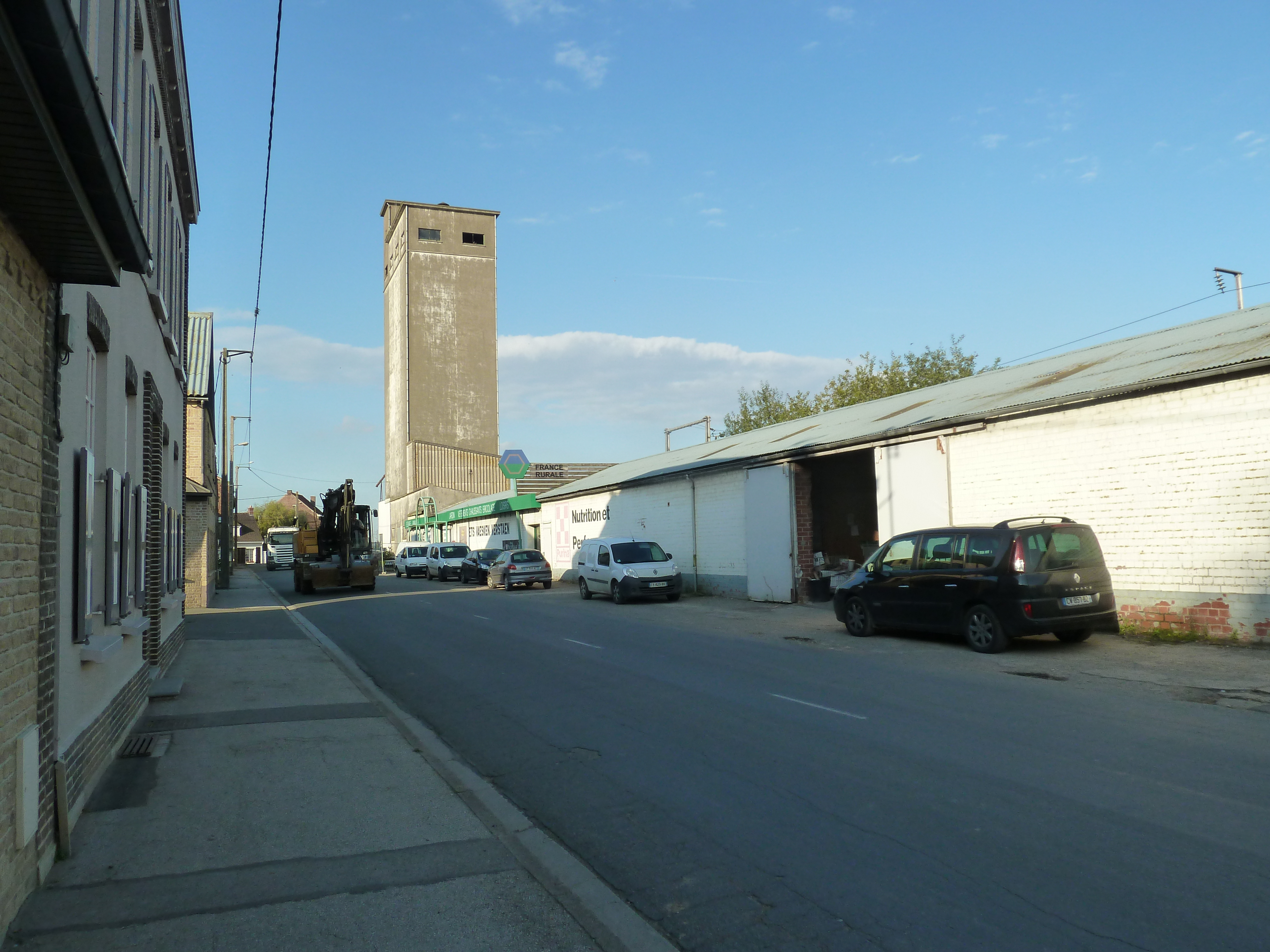
"France-Rurale" in Arneke
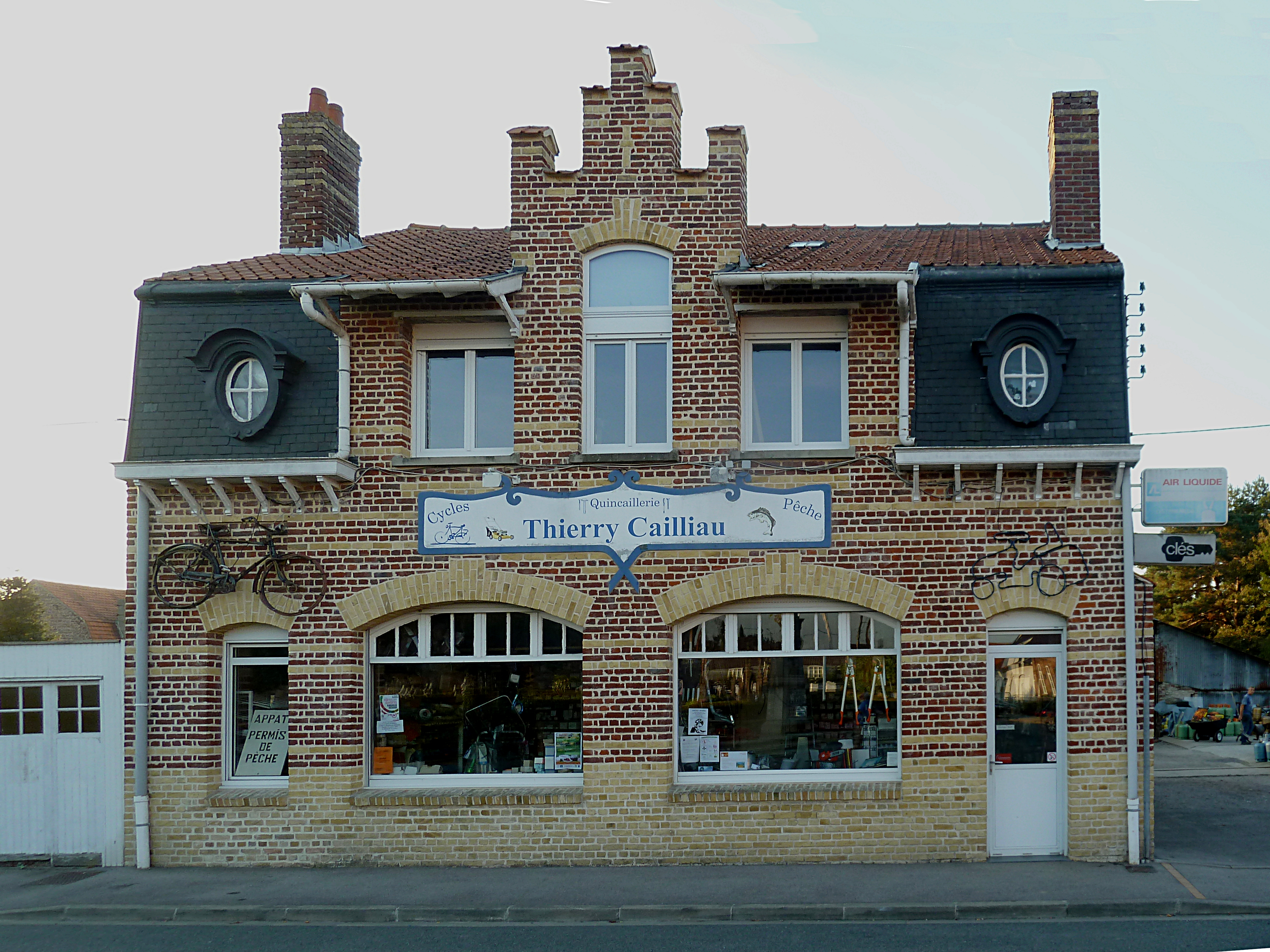
Huis met Vlaamse architectuur
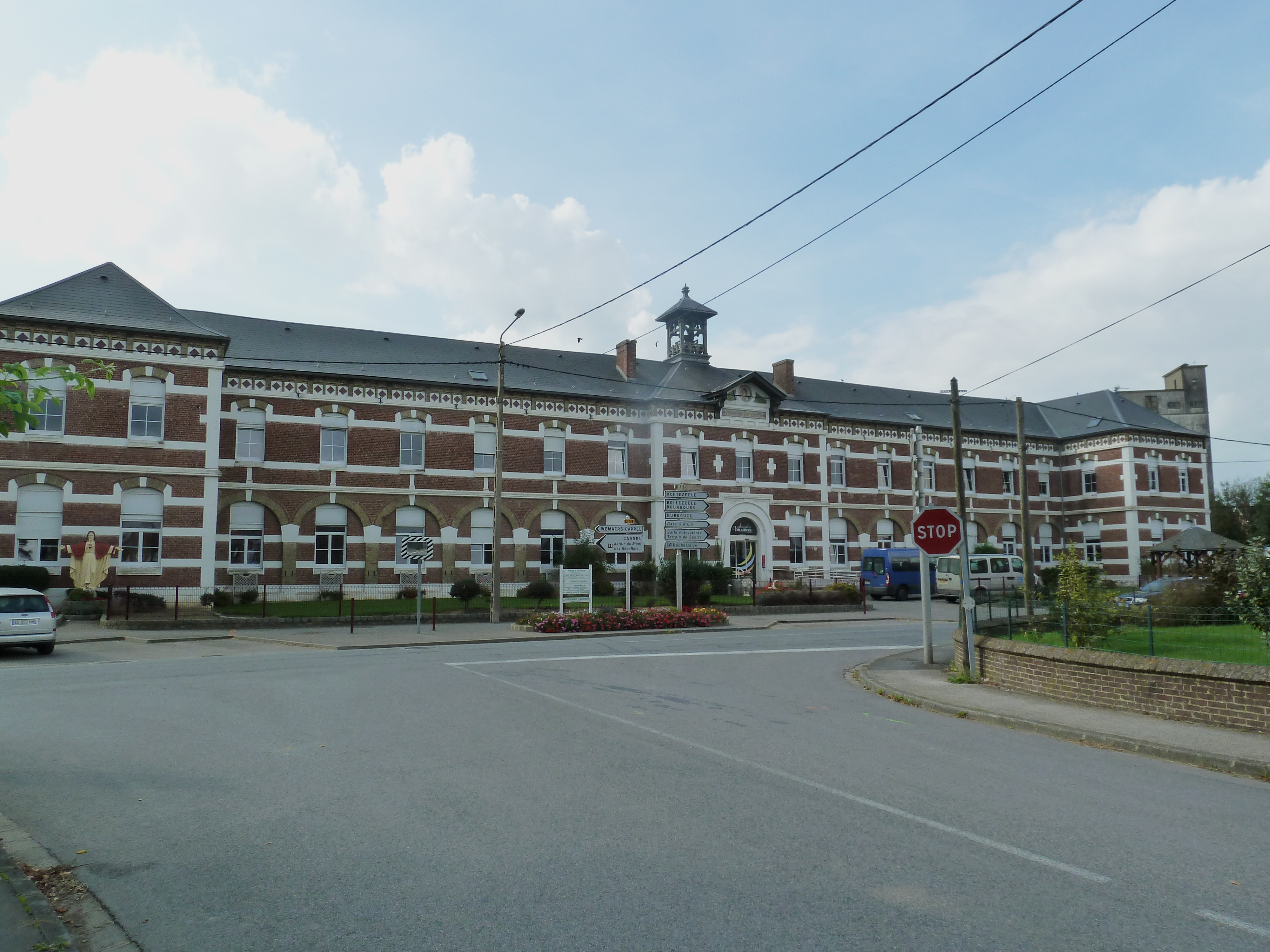
EHPAD residentie Van Kempen

## Sport
- Union Sportive du Pays de Cassel

Arneke · Bambeke · Bavinkhove · Bissezele · Bollezele · Broksele · Buisscheure · Ekelsbeke · Eringem · Hardefoort · Herzele · Holke · Hondschote · Hooimille · Houtkerke · Killem · Krochte · Kwaadieper · Lederzele · Ledringem · Merkegem · Millam · Nieuwerleet · Noordpene · Ochtezele · Oostkappel · Oudezele · Rekspoede · Rubroek · Sint-Momelijn · Soks · Steenvoorde · Terdegem · Volkerinkhove · Warrem · Waten · Wemaarskappel · Westkappel · Wilder · Winnezele · Wormhout · Wulverdinge · Zegerskappel · Zermezele · Zuidpene
Armboutskappel · Arneke · Bambeke · Bavinkhove · Belle · Berten · Bieren · Bissezele · Blaringem · Boeschepe · Boezegem · Bollezele · Borre · Bray-Dunes · Broekburg · Broekkerke · Broksele · Buisscheure · Drinkam · Duinkerke · Ebblingem · Eke · Ekelsbeke · Eringem · Gijvelde · Godewaarsvelde · La Gorgue · Grand-Fort-Philippe · Grevelingen · Groot-Sinten · Hardefoort · Haverskerke · Hazebroek · Herzele · Holke · Hondegem · Hondschote · Hooimille · Houtkerke · Kaaster · Kapelle · Kapellebroek · Kassel · Killem · Kraaiwijk · Krochte · Kwaadieper · Lederzele · Ledringem · Leffrinkhoeke · Linde · Loberge · Loon · Meregem · Merkegem · Merris · Meteren · Millam · Moerbeke · Niepkerke · Nieuw-Berkijn · Nieuw-Koudekerke · Nieuwerleet · Noordpene · Ochtezele · Okselare · Oostkappel · Oud-Berkijn · Oudezele · Pitgam · Pradeels · Rekspoede · Rubroek · Ruisscheure · Sint-Janskappel · Sint-Joris · Sint-Mariakappel · Sint-Momelijn · Sint-Pietersbroek · Sint-Silvesterkappel · Sint-Winoksbergen · Soks · Spijker · Stapel · Steenbeke · Steenvoorde · Steenwerk · Stegers · Stene · Strazele · Terdegem · Téteghem-Coudekerque-Village · Tienen · Uksem · Vleteren · Volkerinkhove · Waalskappel · Warrem · Waten · Wemaarskappel · Westkappel · Wilder · Winnezele · Wormhout · Wulverdinge · Zegerskappel · Zerkel · Zermezele · Zoeterstee · Zuidkote · Zuidpene